# Kafr Zajta
Kafr Zajta (arab. كفر زيتا) – miasto w Syrii, w muhafazie Hama. W 2004 roku liczyło 17 052 mieszkańców.